# Netzaugenfische
Die Netzaugenfische (Ipnopidae) sind Tiefseefische aus der Ordnung der Eidechsenfischverwandten (Aulopiformes). Sie leben im Atlantik, Indischen Ozean und Pazifik auf dem Bodengrund der Tiefsee. 

## Merkmale
Netzaugenfische können 12 bis 38 Zentimeter lang werden. Sie sind schlanke Bodenbewohner. Ihre Schuppen sind groß, das Seitenlinienorgan gut entwickelt. Der Unterkiefer steht weiter hervor als der Oberkiefer. Die Anzahl der Branchiostegalstrahlen beträgt 8 bis 17, die der Wirbel 44 bis 80. Ausgewachsene Netzaugenfische haben keine Augenkiemendrüse (Pseudobranchie). Pylorusschläuche fehlen.
Flossenformel: Dorsale 8–16, Anale 7–19, Pectorale 9–24.
Bei den Arten der ersten vier unten gelisteten Gattungen sind die Augen verkümmert oder mit Haut überwachsen. Bei der Gattung Ipnops haben die Augen keine Linsen. Sie sind nach oben gerichtet.
Die 19 Arten der Dreibeinfische (Bathypterois) haben verlängerte Flossenstrahlen an den Brust- und Bauchflossen und am unteren Teil der Schwanzflosse. Sie können auf ihren Bauchflossen- und Schwanzflossenstrahlen wie auf einen Dreibein auf dem Meeresboden stehen und auf Beute lauern.

## Systematik

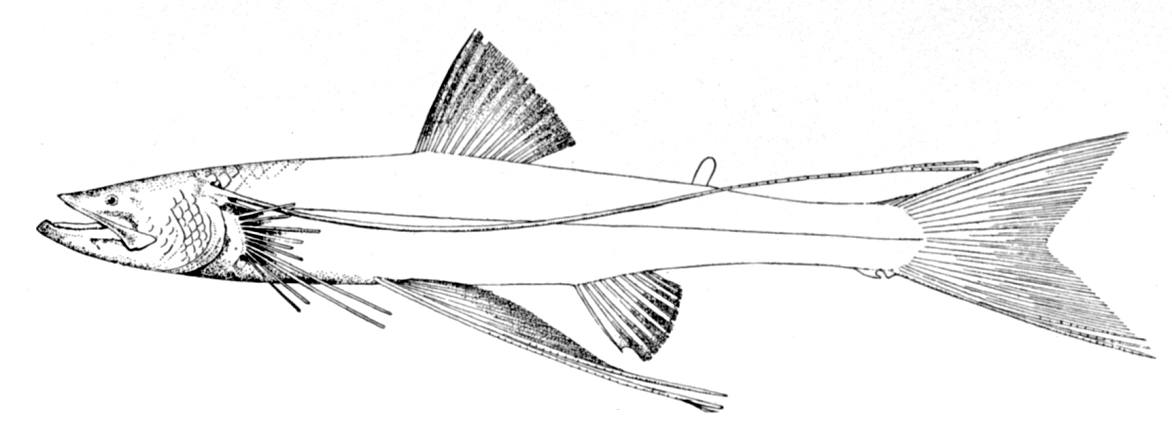
Bathypterois dubius

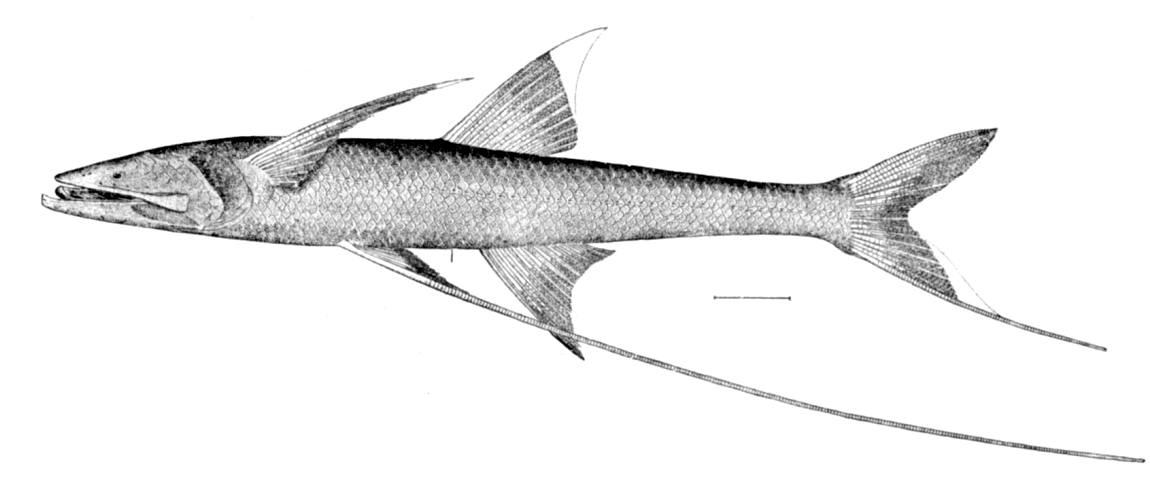
Bathypterois grallator

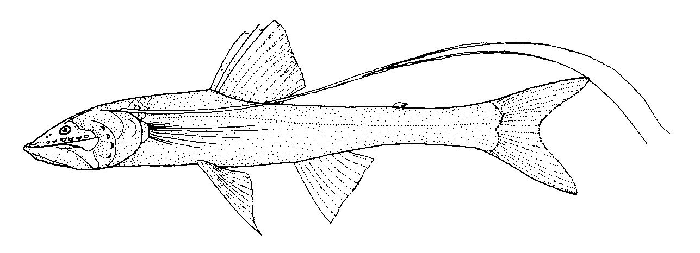
Bathypterois longifilis

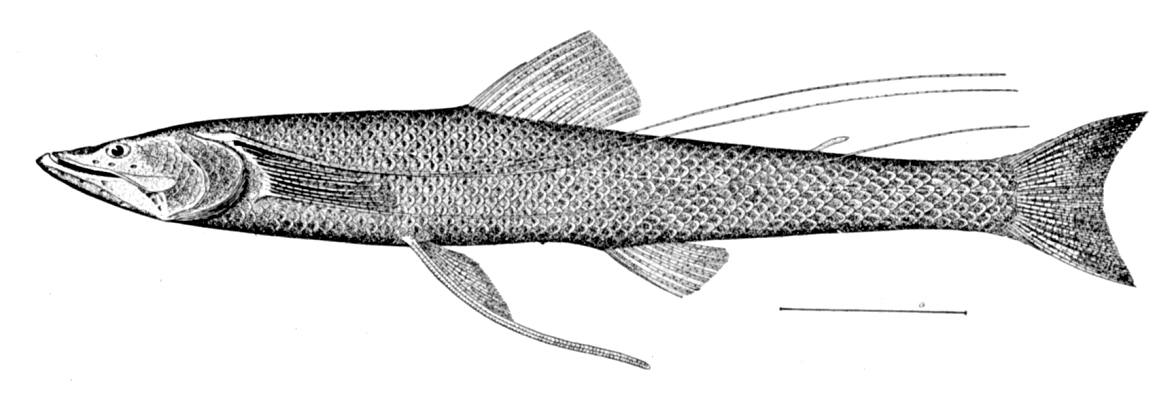
Bathypterois quadrifilis

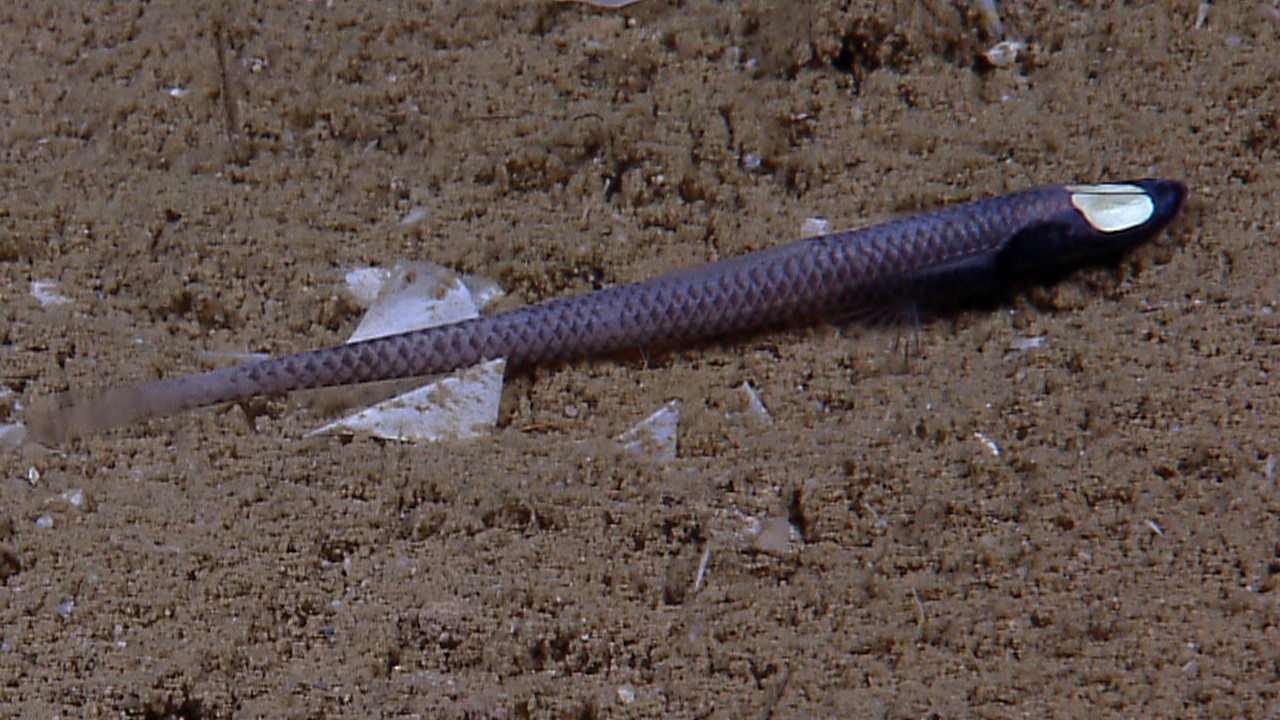
Ipnops sp.

Es gibt etwa 30 Arten in sechs Gattungen und zwei Unterfamilien:
- Unterfamilie Ipnopinae
  - Bathymicrops
    - Bathymicrops belyaninae Nielsen & Merrett, 1992.
    - Bathymicrops brevianalis Nielsen, 1966.
    - Bathymicrops multispinis Nielsen & Merrett, 1992.
    - Bathymicrops regis Hjort & Koefoed, 1912.

  - Dreibeinfische (Bathypterois)
    - Bathypterois andriashevi Sulak & Shcherbachev, 1988.
    - Bathypterois atricolor Alcock, 1896.
    - Bathypterois bigelowi Mead, 1958.
    - Bathypterois dubius Vaillant, 1888.
    - Bathypterois filiferus Gilchrist, 1906.
    - Bathypterois grallator (Goode & Bean, 1886).
    - Bathypterois guentheri Alcock, 1889.
    - Bathypterois insularum Alcock, 1892.
    - Bathypterois longicauda Günther, 1878.
    - Bathypterois longifilis Günther, 1878.
    - Bathypterois longipes Günther, 1878.
    - Bathypterois oddi Sulak, 1977.
    - Bathypterois parini Shcherbachev & Sulak, 1988.
    - Bathypterois pectinatus Mead, 1959.
    - Bathypterois perceptor Sulak, 1977.
    - Bathypterois phenax Parr, 1928.
    - Bathypterois quadrifilis Günther, 1878.
    - Bathypterois ventralis Garman, 1899.
    - Bathypterois viridensis (Roule, 1916).

  - Bathytyphlops
    - Bathytyphlops marionae Mead, 1958.
    - Bathytyphlops sewelli (Norman, 1939).

  - Ipnops
    - Ipnops agassizii Garman, 1899.
    - Ipnops meadi Nielsen, 1966.
    - Ipnops murrayi Günther, 1878.
- Unterfamilie BathysauropsinaeBathysauropsis gracilis
  - Bathysauropsis Regan, 1911.

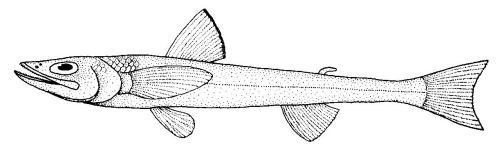
Bathysauropsis gracilis

    - Bathysauropsis gracilis (Günther, 1878)
    - Bathysauropsis malayanus (Fowler, 1938)